# Église Saint-Vivien de La Vallée
L'église Saint-Vivien est une église de style roman saintongeais située à La Vallée, dans le département français de la Charente-Maritime en région Nouvelle-Aquitaine.

## Historique
Dépendante du diocèse de La Rochelle et Saintes, elle est desservie par l'Institut du Christ Roi Souverain Prêtre (ICRSP), qui y célèbre des offices selon la forme tridentine du rite romain.
L'église est inscrite au titre des monuments historiques par arrêté du 16 juin 1926.

## Galerie

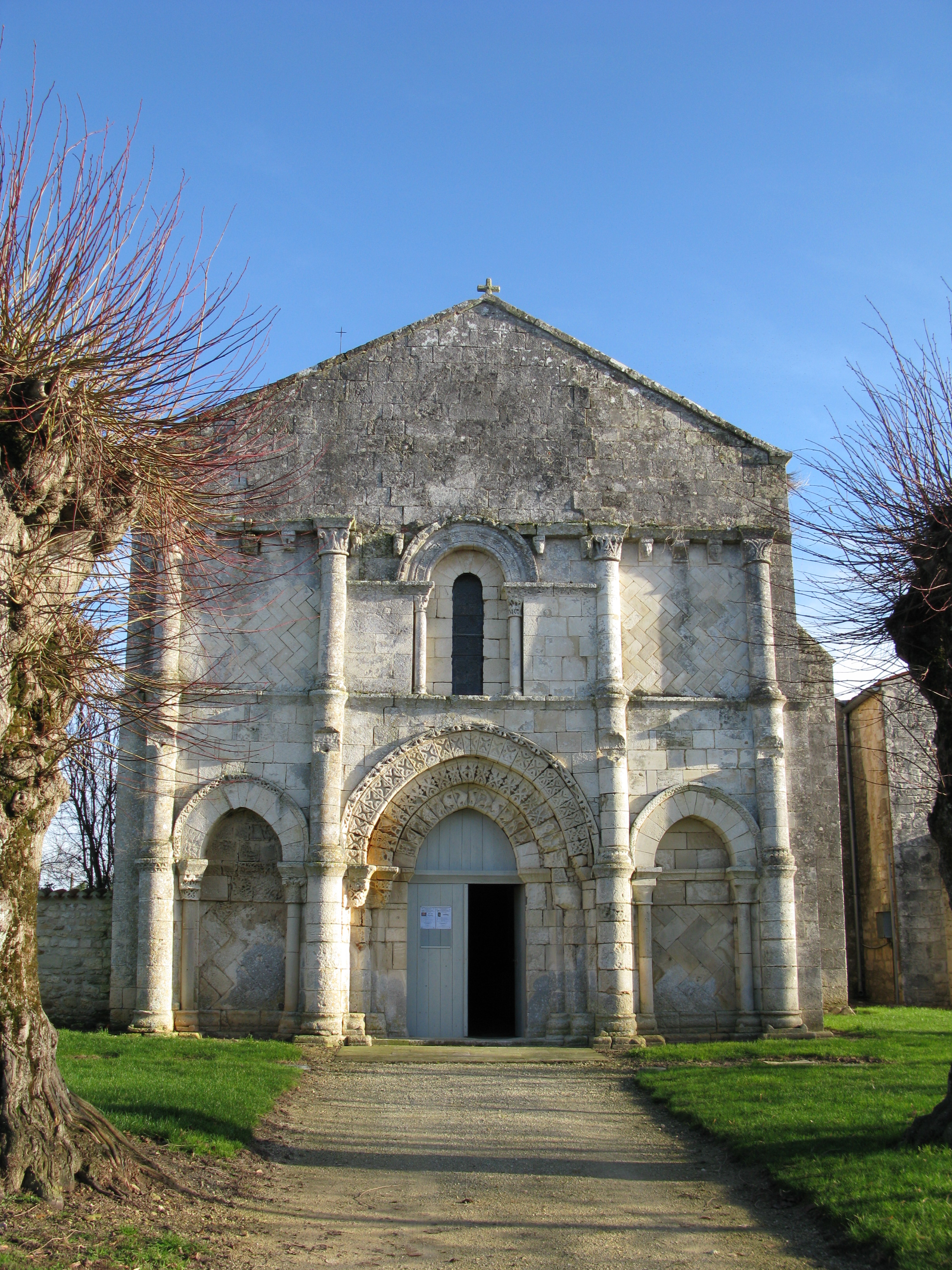
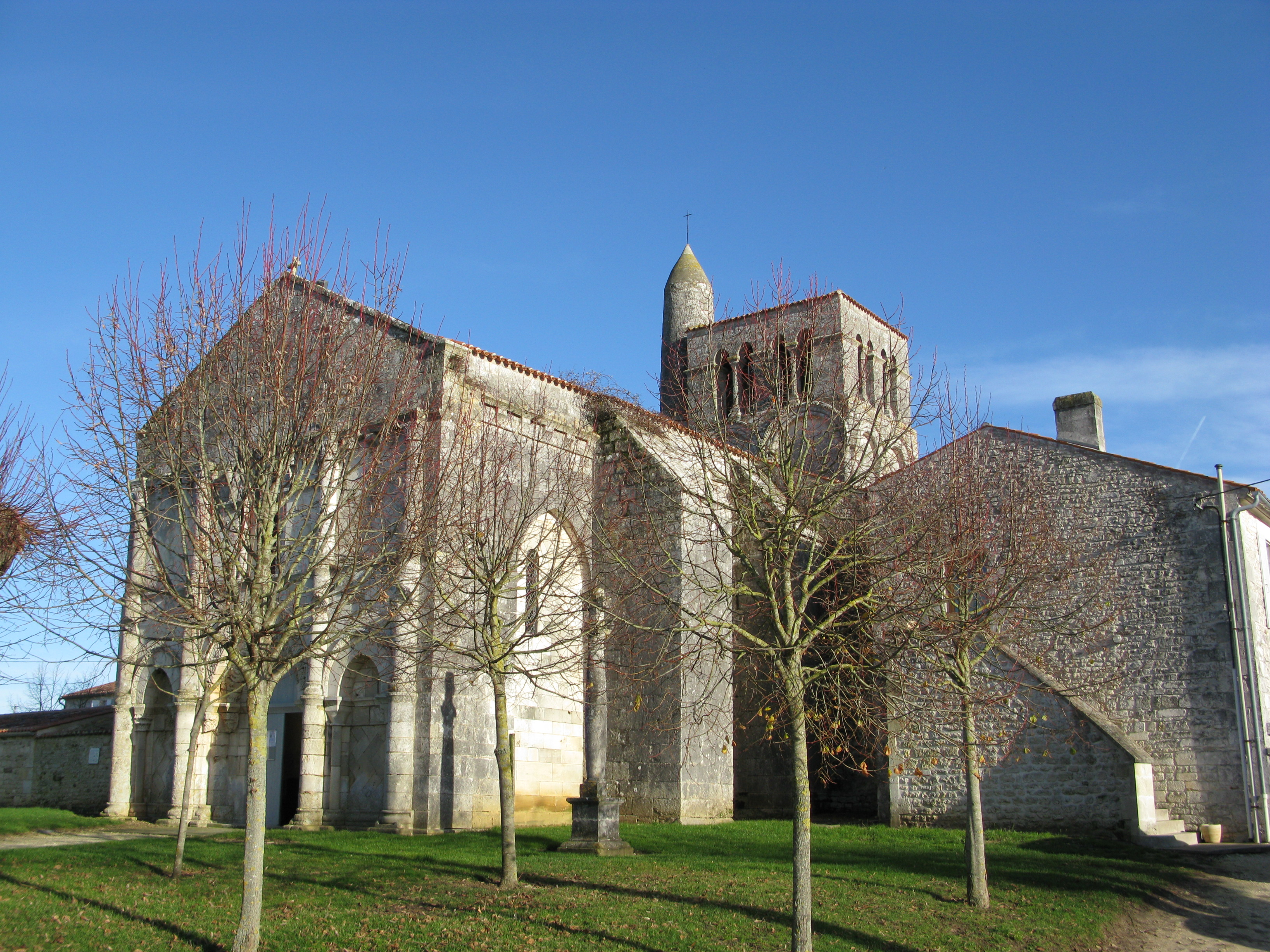
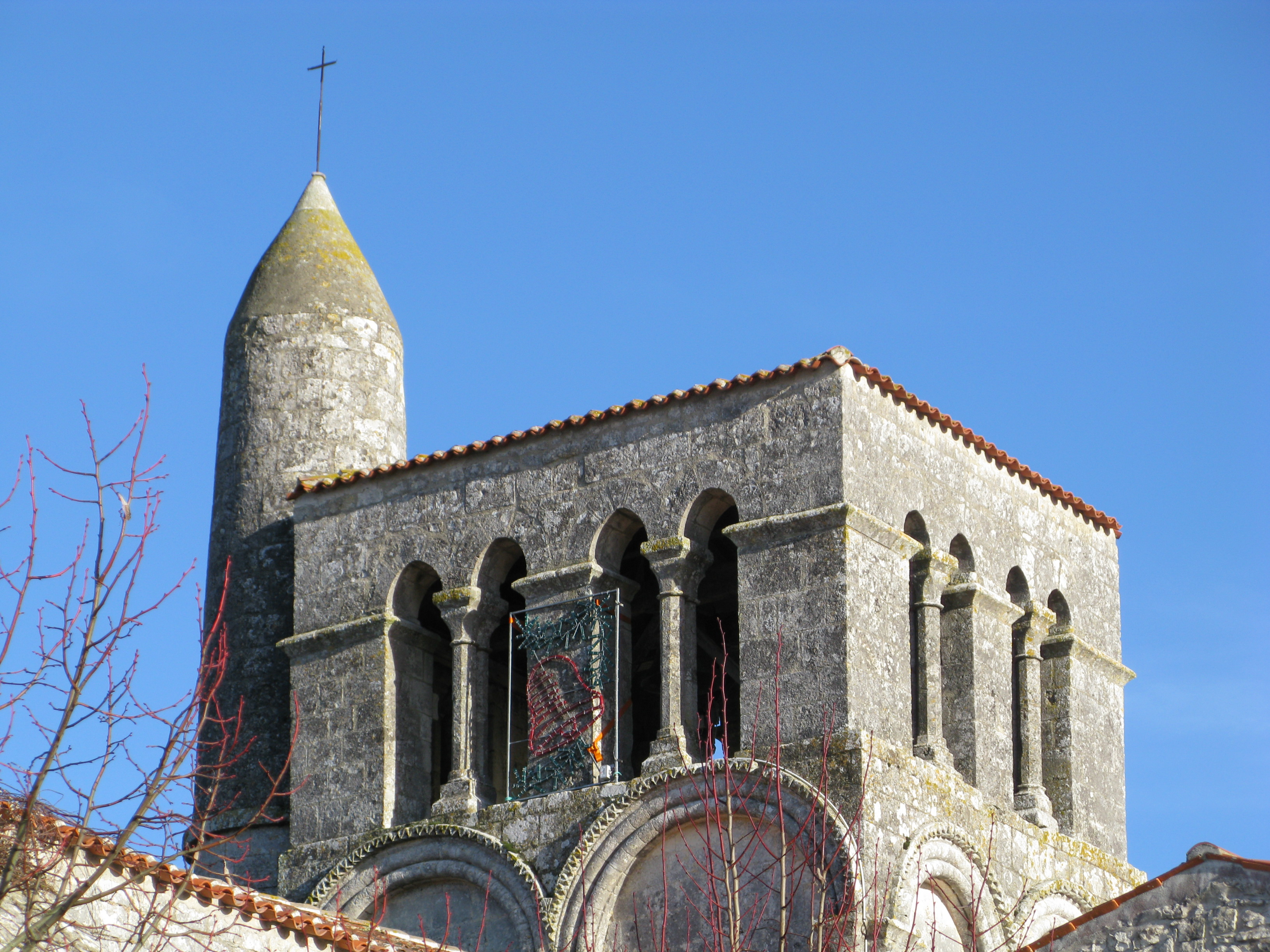
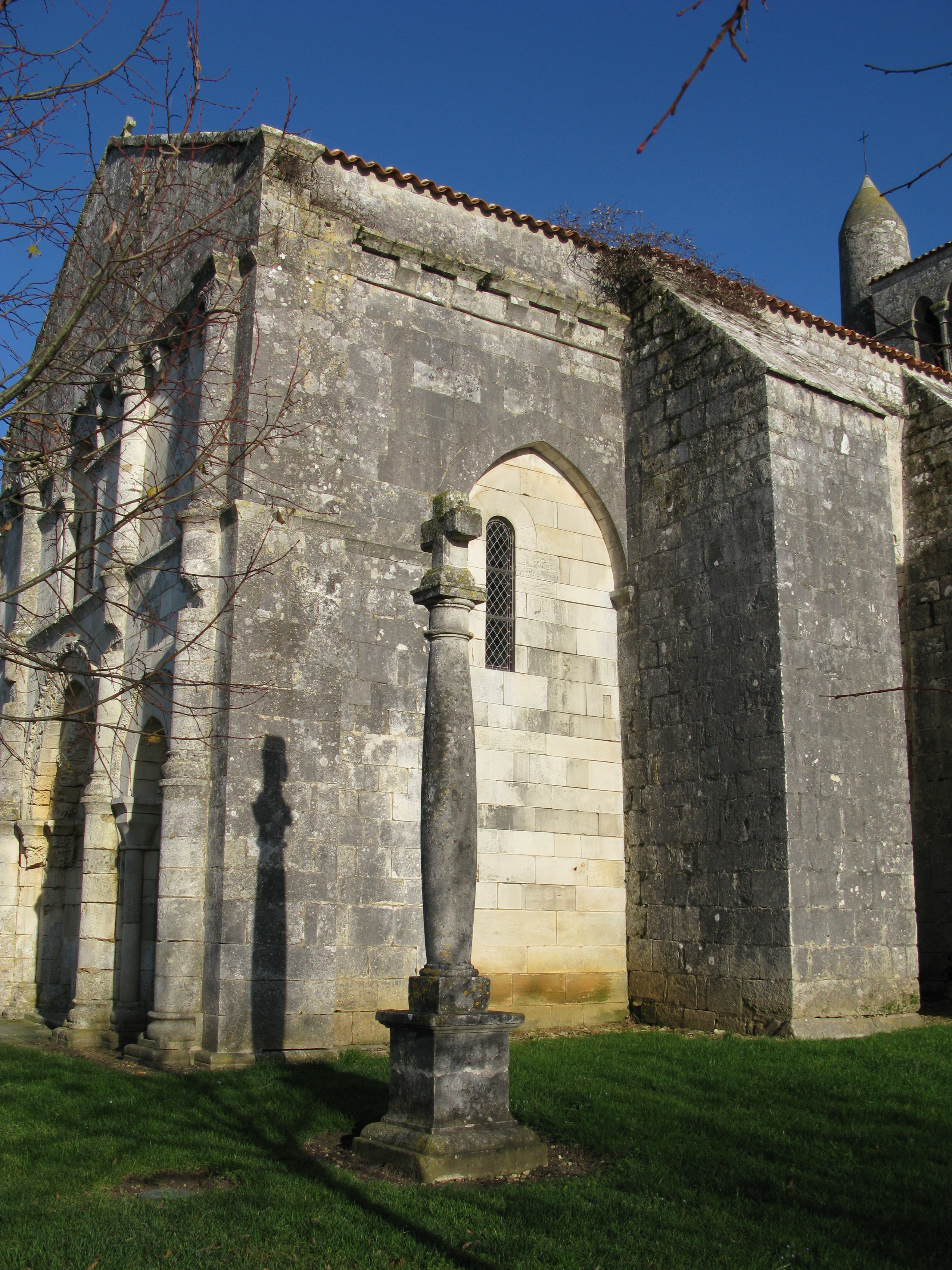
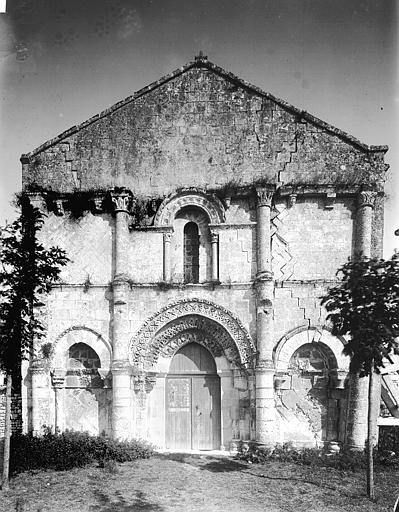